# Mifflin megye
Mifflin megye az Amerikai Egyesült Államokban, azon belül Pennsylvania államban található. Megyeszékhelye és legnagyobb városa Lewistown. Lakosainak száma 46 143 fő (2020. április 1.). Mifflin megye Centre, Union, Juniata, Snyder és Huntingdon megyékkel határos.

## Népesség
A megye népességének változása:
| Lakosok száma | 46 654 | 46 770 | 46 790 | 46 616 | 46 500 | 46 143 |
|               | 2010   | 2011   | 2012   | 2013   | 2015   | 2020   |